# Aberdeenshire
Aberdeenshire (gälisch Siorrachd Obar Dheathain) ist seit 1996 eine von 32 Council Areas in Schottland. Das Gebiet umfasst das Hinterland der Stadt Aberdeen und grenzt im Wesentlichen an Moray im Nordwesten und Angus im Süden, hat im Westen mit Perth and Kinross und Highland eine kurze gemeinsame Grenze und besitzt mit der Stadt Aberdeen eine Enklave. Von 1975 bis 1996 gehörte das Gebiet zur Region Grampian und war während dieser Zeit in die Districts Banff and Buchan, Gordon und Kincardine and Deeside gegliedert.
Aberdeenshire ist auch eine der traditionellen Grafschaften Schottlands und umfasst als solche auch die Stadt Aberdeen, umgekehrt gehört Kincardineshire nicht dazu. Von 1889 bis 1975 bestand Aberdeenshire außerdem als Verwaltungsgrafschaft, die im Wesentlichen an Banffshire im Nordwesten sowie Angus und Kincardineshire im Südosten grenzte, und hatte mit Inverness-shire und Perthshire im Westen eine kurze gemeinsame Grenze; die Stadt Aberdeen gehörte auch damals schon als „County of City“ nicht zur Verwaltungsgrafschaft. Aberdeenshire ist heute auch eine der Lieutenancy Areas von Schottland.

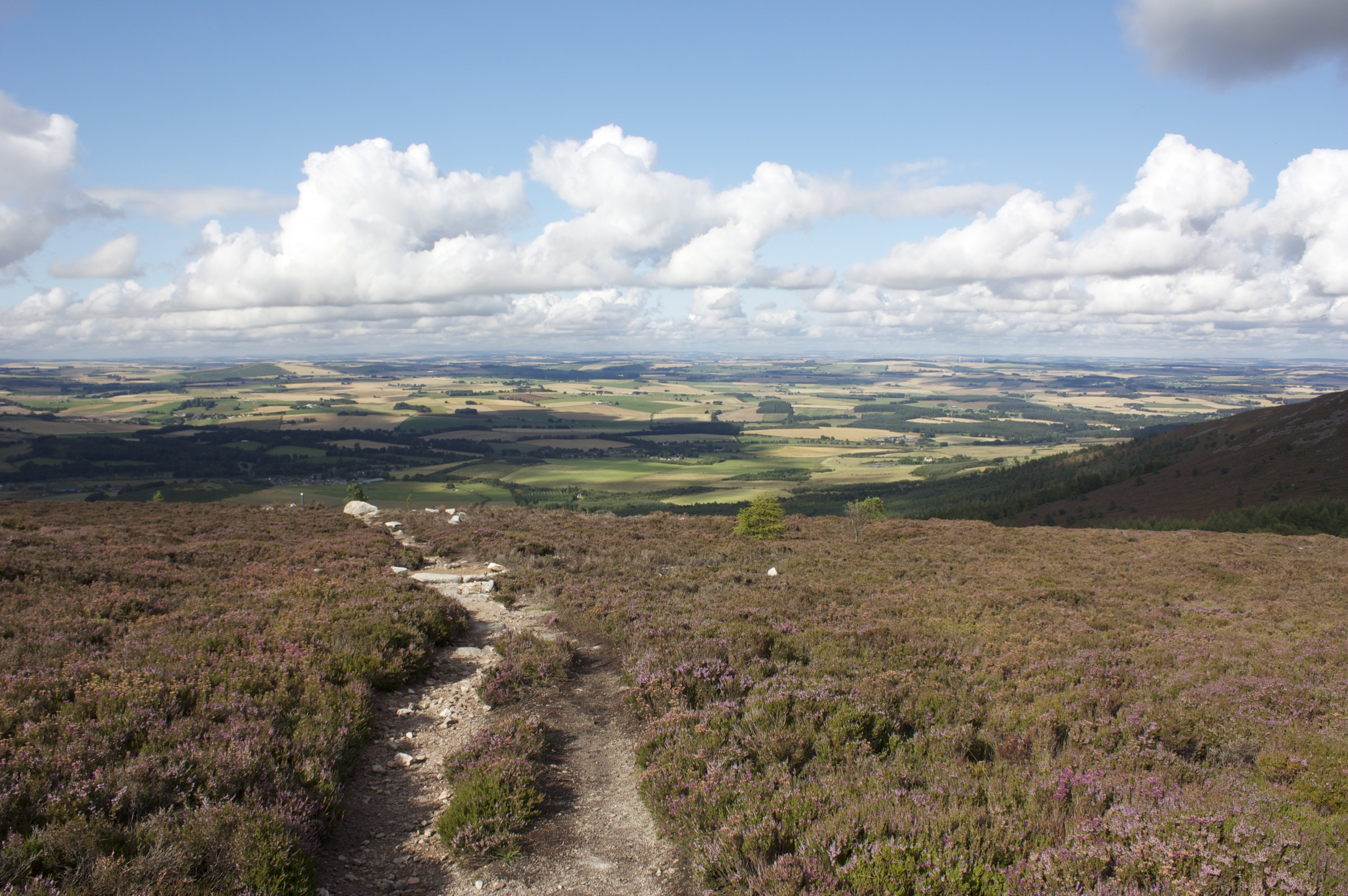
Landschaft in Aberdeenshire

## Geographie
Das traditionelle County wurde in der populären Anschauung in fünf Landschaften eingeteilt:
1. Mar, das zumeist zwischen den Flüssen Dee und Don liegt und fast die gesamte südliche Hälfte des Countys einnimmt und (als Landschaft) auch die Stadt Aberdeen umfasst. Mar ist gebirgig, vor allem Braemar, das den größten Anteil an Bergland auf den britischen Inseln enthält. Das Tal des Dee hat sandigen Boden, das Tal des Don ist lehmig.
2. Formartine, zwischen dem unteren Don und Ythan an einer sandigen Küste gelegen, verfügt im Küstenland über tonige, fruchtbare bebaute Gebiete, die weiter im Inneren durch niedrige Hügel, Heide und Moor unterbrochen werden.
3. Buchan ist die zweitgrößte Landschaft, liegt nördlich von Ythan und umfasst den Nordosten des County; Teile der Küste sind felsig und wild, das Binnenland ist kahl, niedrig und flach, teilweise wellig und torfig. An der Küste, 10 Kilometer südlich von Peterhead sind die „Bullers of Buchan“ – ein Becken, in dem die See, durch einen natürlichen Bogen eintretend, bei stürmischem Wetter heftig hoch kocht. „Buchan Ness“ ist der östlichste Punkt Schottlands.
4. The Garioch, wie englisch „the geeree“ ausgesprochen, ist ein schönes, welliges, lehmiges und fruchtbares Tal, das früher die Kornkammer Aberdeens genannt wurde.
5. Strathbogie, eine beträchtliche Fläche südlich des Deveron, besteht zumeist aus Hügeln, Heide und Moor.

Die Berge sind der beachtlichste Teil des County. Ben Macdui (1309 Meter), eine großartige Masse, der zweithöchste Berg Großbritanniens, Braeriach (1296 m), Cairn Toul (1291 m), Beinn a’ Bhùird (1197 m), Ben Avon (1171 m), der „dunkle“ Lochnagar (1155 m) aus dem berühmten Gedicht von Lord Byron, An Sgarsoch (1006 m) und Culardoch (900 m) sind die wichtigsten Gipfel in Mar. Weiter nördlich erhebt sich der Buck of Cabrach (722 m) an der Grenze zu Banffshire, das Hillfort auf dem Tap o’ Noth (563 m), der Bennachie (526 m), dessen Spitze von vielen Orten im Nordosten des Landes aus zu sehen ist, und dem John Imlah (* 1799 in Aberdeen; † 1846 auf Jamaika) das Lied O gin I war faur the Gadie rins (O gin I were where the Gadie (Nebenfluss des Don) rins), gewidmet hat, und der Foudland (466).
Die wichtigsten Flüsse sind der Dee (145 Kilometer lang), der Iyon (132), der Ythan (60) mit Muschelbänken an der Mündung, der Ugie (32) und der Deveron (100), der teilweise an der Grenze zu Banffshire liegt. In den Flüssen sind Lachs und Forelle reichlich vorhanden, Perlmuscheln gibt es in Ythan und Don – eine wertvolle Perle in der schottischen Krone soll aus dem Ythan stammen. Loch Muick, der größte der wenigen Seen im County, 399 Meter über dem Meer, ist 2,5 km lang und 500 bis 800 Meter breit, liegt etwa 14 Kilometer südwestlich von Ballater und hat Glas-allt Shiel, ein königliches Jagdhaus, an seinem südwestlichen Ende. Loch Strathbeg, zehn Kilometer südöstlich von Fraserburgh, ist nur durch ein schmales Stück Land vom Meer getrennt. Es gibt eisenhaltige Quellen in Peterhead, Fraserburgh und Pannanich bei Ballater.

## Geologie
Der größte Teil des Landes besteht aus kristallinem Schiefer, der zum metamorphen Gestein der Eastern Highlands gehört. An den Oberläufen von Dee und Don bilden sie deutlich sichtbare Gruppen, bei denen die häufigsten Arten (1) schwarzer Schiefer und Phyllit mit Calcflinta und einem dünnen Band amphibolem Kalkstein, (2) Blair-Atholl-Kalkstein und (3) Quarzit sind. Diese Abschnitte sind in steil ansteigenden bis vertikalen Achsen mit Nordost-Südwest-Richtung gefaltet, die über ein beträchtliches Gebiet wiederholt werden. Der Quarzit ist dabei üblicherweise als oberste Schicht vorhanden. Bemerkenswerte Stellen, die diese Schichtung aufweisen, gibt es im Glen Clunie und seinen Nebentälern oberhalb Braemar.
Ostwärts den Dee und den Don hinunter und nordwärts über die Ebene von Buchan Richtung Rattray Head und Fraserburgh findet man Biotit-Gneis, teilweise von Sedimenten und vielleicht teilweise von Eruptivgestein stammend. Ein Schiefergürtel, der für die Dacheindeckung abgebaut wurde, zieht sich entlang des Westgrenze des County von Turriff über Auchterless und die Foudland Hills bis zum Tap o’Noth bei Gartly. In das metamorphe Gestein drang eruptives Material ein, einiges vor, das meiste aber nach der Faltung der Schichten. Die wesentlichen Arten des ersteren werden durch Schwellen von Epidiorit und Hornblende-Gneis in Glen Muick und Glen Callater repräsentiert, die von vielfach gefaltetem Granit und Pegmatit in Gängen und Linsen durchdrungen wurden.
Die späteren Granite, die sich an die Faltung des Schiefers anschließen, haben eine weite Verteilung im Bereich des Ben Macdui und Ben Avon und auf dem Lochnagar; sie dehnen sich ostwärts von Ballater über Tarland bis Aberdeen und nordwärts bis Bennachie aus. Isolierte Massen treten bei Peterhead und Strichen auf. Obwohl zumeist aus Biotitgranit bestehend, passieren die späteren Störungen zwischenliegende Stufen aus Diorit, wie in der Gegend zwischen Balmoral und Gairn. Die Granite wurden ausgiebig in Rubislaw, Peterhead und Kemnay abgebaut. Serpentin und Troctolit, dessen genaues Alter unbekannt ist, treten beim Black Dog Rock bei Aberdeen, in Belhelvie und bei Oldmeldrum auf. Wo die Schiefer sedimentären Ursprungs von diesen eruptiven Störungen durchstoßen wurden, sind sie mit Kontaktmineralien wie Sillimanit, Cordierit, Cyanit und Andalusit vermischt. Cordieritfelsen gibt es bei Ellon, am Fuß des Bennachie, und auf dem Gipfel des Buck of Cahrach. Mit Bändern und Einsprengseln versehener Calcium-Silikat-Hornfels, der mit den Kalksteinen in Iverry Falls, westnordwestliche von Braemar, auftritt, hat Malakolit erzeugt, Wollastonit (Tafelspat), braune Idokras (Vesuvian), Granat, Titanit und Hornblende. Eine größere Auswahl von Mineralien wurde aus einer Freilegung von Kalksteinen und assoziierten Lagern in Glen Gairn entnommen, etwa sechs Kilometer oberhalb der Stelle, an der der Fluss in den Dee mündet.
Schmale Gürtel von rotem Sandstein, die auf der alten Schieferplatte liegen, wurden von der Nordküste bei Peterhead über Turriff bis Fyvie verfolgt, ebenso von Huntly über Gartly bis Kildrummy Castle. Die Schichten bestehen vor allem aus Konglomeraten und Sandstein, die – in Gartly und Rhyme – mit linsenförmigen Bändern von Andesit durchsetzt sind, und zeigen damit zumindest zeitweise vulkanische Aktivität an. Kleine Vorkommen von Konglomerat und Sandstein aus dieser Zeit wurden bei Ausgrabungen in Aberdeen gefunden.
Die eiszeitlichen Ablagerungen, vor allem im Gürtel an die Küste zwischen Aberdeen und Peterhead, liefern bedeutende Hinweise. Das Eis bewegte sich vom Oberlauf von Dee und Don ostwärts, während die sich vom Moray Firth ausbreitende Masse auf die niedrige Hochebene von Buchan vordrang, zeitweise aber auch deutlich nordwärts, parallel zur Küste, ablief, wie das Lager von rotem Ton nördlich von Aberdeen zeigt. Zu einer späteren Zeit lagerten die lokalen Gletscher Material auf diesem roten Ton ab. Ein von der British Association eingesetztes Komitee hat gezeigt, dass der Greensand, der eine große Folge kreidezeitlichen Fossilien in Moreseat in der Gemeinde Cruden hervorbrachte, in glazialer Drift auftritt und vermutlich auf Granit anhielt. Die Schicht, aus der die Fossilien von Moreseat entnommen wurden, wurden bis zu der Zeit in diesem Teil Schottlands nicht gefunden, aber Jukes Brown beobachtete, dass der Horizont der Fossilien der des unteren Greensand der Isle of Wight oder der Aptien-Schicht in Frankreich ist. Kreidefeuerstein ist weit in der Drift zwischen Fyvie und der Ostküste von Buchan verteilt. In Plaidy befindet sich ein Flecken Ton mit Fossilien aus dem Lias. An verschiedenen Orten zwischen Logie Coldstone und Dinnet wurde ein Lager von Kieselgur unter dem Torf gefunden.

## Flora und Fauna

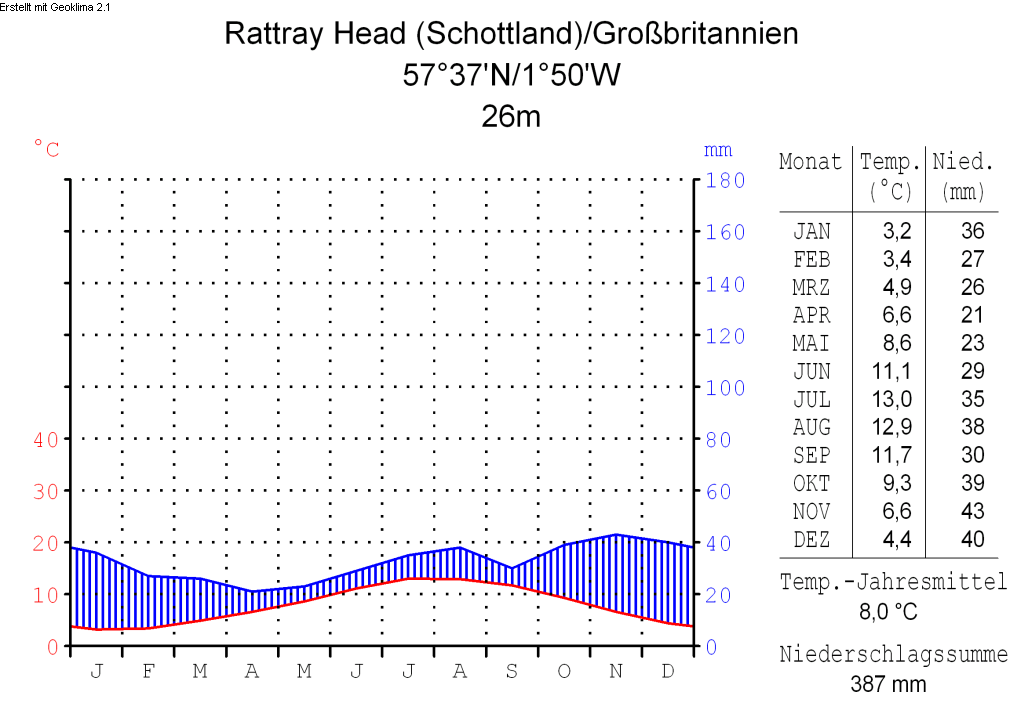
Klimadiagramm von Rattray Head

Die Gipfel der höchsten Berge haben arktische Flora. Beim königlichen Haus am Loch Muick, 411 m ü. NN wachsen Lärchen, Gemüse, Johannisbeeren, Lorbeeren, Rosen etc. Einige Eschen mit einem Umfang von 1 bis 1,5 Meter wachsen auf 400 Meter Höhe. Bäume, besonders die Waldkiefer und Lärche, wachsen hier gut, und Braemar hat reichlich eigenes Bauholz. Im Torf gefundene Stümpfe von Kiefern und Eichen übertreffen die heutigen Größen manchmal bei weitem.
Maulwürfe gibt es bis auf 550 Meter, Eichhörnchen bis auf 450 Meter. Hühnervögel wie Rebhühner und Hasen sind reichlich vorhanden, und Kaninchen oft sogar im Übermaß. Rotwild gibt es vor allem in Braemar, das den ausgedehntesten Hirschforst in Schottland hat.

## Klima
Mit Ausnahme des Bergregionen hat Aberdeenshire dank der Nähe weiter Teile des County zum Meer ein vergleichsweise mildes Klima. Die mittlere Jahrestemperatur in Braemar erreicht 6 °C, in Aberdeen 8 °C. Die mittlere jährliche Regenmenge schwankt zwischen 750 und 950 mm. Im Sommer versprechen die oberen Täler von Dee und Don die trockensten Reizklima der Britischen Inseln, Getreide kann hier bis auf 500 Meter Höhe angebaut werden, 100 bis 150 Meter mehr als im übrigen Britannien.

## Vorgeschichte und Geschichte

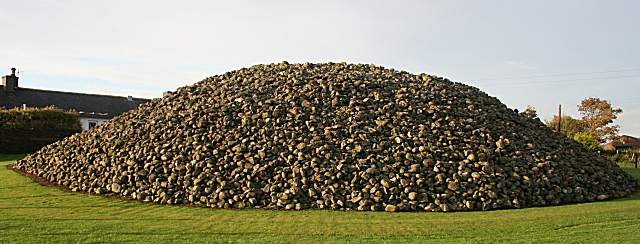
Cairn of Memsie

Schottland war in der Eiszeit von Gletschern bedeckt. Etwa zwischen 8000 und 7500 v. Chr. erreichten die Jäger diese Zone. Ihnen folgten ab 4500 die Ackerbauern. Megalithanlagen sind zwar nicht vorhanden, aber das Gebiet ist angefüllt mit Henges, Hillforts (Dunnideer, Tap o’ Noth), Steinkreisen (Cullerlie, Easter Aquhorthies, Nine Stanes, Loanhead of Daviot, Midmar, Old Keig, Sunhoney, Strichen) und Souterrains (Culsh). Eine spezifische Art von Steinkreisen aus der Vorzeit, (die Recumbent Stone Circles) ist hier so häufig wie sonst nirgends auf den Britischen Inseln. Relikte der Vorzeit sind auch die langen „earthern Long Barrows“ (Catto 48 m, Capo 80 m, Gourdon 90 m und Longman Hill 67 m) und die Cairns of Memsie und auf dem Tullos Hill. Auch Menhire (Broomend of Crichie) und einige Piktensteine (Kintore, Maiden Stone, Rhynie) sind hier vorhanden. Ebenso kommen Skulpturen und Cross-Slabs aus der frühchristlichen Zeit vor.
Souterrains oder Erdhäuser (schott. „weems“) findet man vor allem an den Flüssen Don und Dee. Reste von Crannógs am Loch Ceander, am Südufer des Loch Kinord, bei Dinnet, und am Loch Goul in der Gemeinde New Machar. Die im Norden üblichen Brochs gibt es hier nicht aber Hillforts sind auf den Hügel zu finden (Barra bei Oldmeldrum).
Die Landschaft, die später die Countys Aberdeenshire und Banffshire bildete, war die Heimat der nördlichen Pikten, die Ptolemäus Taixall nannte, deren Land Taixalon. Ihre Stadt Devana, von der man annahm, sie sei mit dem heutigen Aberdeen identisch, wurde von John Stewart mit einer Stätte in der Gemeinde Peterculter identifiziert, wo Reste alter Lager in Normandykes gefunden wurden. William Forbes Skene lokalisiert Devana mit einem Platz am Loch Davan, westlich von Aboyne. Angebliche Römerlager wurde am oberen Ythan und Deveron entdeckt. Die Beweise für eine tatsächliche römische Anwesenheit dort fehlen jedoch. Die Bemühungen, die Pikten zu bekehren begannen im 5. Jahrhundert mit Teman, wurden fortgeführt von Kolumban von Iona (der das Kloster Deer in Old Deer gründete) Dauerhafte Ergebnisse zeigten sich jedoch nur langsam. In der Tat zerstörten Meinungsverschiedenheit innerhalb der Kirche Columbans und die Vertreibung der Kleriker aus dem Land der Pikten durch den König Nectan im 8. Jahrhundert den größten Teil der Arbeit der Missionare. Die Wikinger und Dänen suchten die Küste heim, aber nachdem Macbeth 1040 den schottischen Thron bestiegen hatte, sahen die Wikinger unter der Leitung von Thorfinn davon ab, den Nordosten Schottlands weiter zu behelligen. Macbeth wurde 1057 n. Chr. in Lumphanan erschlagen, ein Steinhaufen auf dem Perkhill erinnert daran.
Der Einfluss der normannischen Eroberung Englands war selbst in Aberdeenshire spürbar. Zusammen mit vielen angelsächsischen Verbannten ließen sich Flamen im County nieder, die verschiedene Handwerke mitbrachten, Sachsen mit ihrem Ackerbau, und Skandinavier mit ihrem nautischen Wissen. Die Kelten revoltierten mehr als einmal, aber Malcolm Canmore und seine Nachfolger bedrückten sie und konfiszierten ihr Land. Unter Alexander I., der 1107 bis 1124 regierte, wird erstmals Aberdeen erwähnt, das ursprünglich Abordon (Abor Dun) und in den Wikingersagen Apardion genannt wurde, und das seine Charta von Wilhelm dem Löwen 1179 erhielt; zu dieser Zeit hatten sich die Bürger bereits mit denen aus Banff, Elgin, Inverness und anderen Gemeinden jenseits der Grampians zu einer freien Hanse zusammengetan, unter deren Flagge sie bemerkenswerte Privilegien genossen. Zu dieser Zeit, 1150 hatte die Kirche ihre Organisation soweit ausgebaut, dass in Aberdeen ein Bischofssitz errichtet werden konnte.
Im 12. und 13. Jahrhundert traten einige der großen Familien des County auf, darunter die Grafen von Mar (um 1122), die Leslies, Freskins (Ahnherren der Herzöge von Sutherland), Durwards, Bysets, Comyns und Cheynes – die bezeichnenderweise zumeist eingewandert waren.
Die keltischen Thane und ihre Leute vermischten sich nur langsam mit den Siedlern. Sie lehnten es ab, Vorteile aus der unruhigen Situation während des schottischen Unabhängigkeitskriegs zu ziehen, und machten mit der Masse des Volkes gemeinsame Sache.
Obwohl John Comyn († 1302), einer der Anwärter auf den schottischen Thron, erhebliches Interesse an der Grafschaft hatte, erhielt sein Anspruch nur wenig Unterstützung. 1296 gelang dem englischen König Eduard I. ein triumphaler Feldzug in den Norden, wo er die stürmischeren Adligen terrorisierte. Im Folgejahr überraschte William Wallace die englische Garnison in Aberdeen, jedoch misslang ihm die Eroberung der Burg. 1303 kam Eduard erneut ins Land, belagerte die Burg von Kildrummy, die zu der Zeit im Besitz von Robert the Bruce war, der kurze Zeit später der anerkannte Anführer der Schotten wurde und Aberdeen für mehrere Monate zu seinem Hauptquartier machte. Trotz der Beschlagnahme von Kildrummy Castle durch die Engländer 1306, stiegen Bruces Aussichten ab 1308, als er John Comyn, Earl of Buchan, († 1308) in Inverurie schlug.
Hundert Jahre lang herrschte nach Robert Bruces Tod (1329) Anarchie in der Grafschaft. Die Engländer brannten Aberdeen 1336 nieder, und die Neubesiedlung der Bezirke Buchan und Strathbogie führte zu dauerhaften Fehden mit den Enteigneten. Darüber hinaus war die Krone in Kämpfe mit einigen Häuptlingen aus dem Highland verwickelt, deren Unabhängigkeit aufgehoben werden sollte. Diese Politik kulminierte in der Invasion von Aberdeenshire durch Donald, Lord of the Isles, der in der Schlacht von Harlaw bei Inverurie durch den Earl of Mar 1411 eine Niederlage erlitt.
Im 15. Jahrhundert traten zwei weitere führende Familien des Landes an: Sir Alexander Forbes, der 1442 Lord Forbes wurde, und Sir Alexander Seton, seit 1437 Lord Gordon und seit 1445 Earl of Huntly. Bittere Fehden wurden lange Zeit zwischen diesen Familien ausgetragen, und die Gordons erreichten die Höhe ihrer Macht in der ersten Hälfte des 16. Jahrhunderts, als ihr Besitz, bereits gewaltig, 1514 durch eine Heirat um die Grafschaft Sutherland erweitert wurde.
In der Zwischenzeit war der Handel mit den Niederlanden, Polen und dem Baltikum stark angewachsen, Campvere (Veere auf Niederländisch) bei Flushing (Vlissingen) wurde die Niederlassung der schottischen Händler. Die Gründung des King’s College in Aberdeen 1497 (das Marischal College folgte hundert Jahre später) förderte die Bildung. Zur Zeit der Reformation bekam der Klerus so wenig Ahnung von der Entwicklung mit, dass der Bau und die Ausschmückung der Kirchen in der Grafschaft weiterging, während ihm Süden die religiösen Strukturen bereits zerstört wurden. Der Protestantismus erreichte die Grafschaft ohne viel Unruhe, obwohl es in Aberdeen zu Aufständen kam und die Kathedrale St Marchar’s in der Stadt Schaden nahm. Der 4. Earl von Huntly leistete im Auftrag der Katholiken dem Lord James Stuart einigen Widerstand, wurde aber im Corrichie auf dem Fare-Hügel 1562 geschlagen und getötet.
Mit der Zeit stellte sich heraus, dass die Presbyterianer weniger Zulauf erhielten als die bischöfliche Kirche, deren Hochburg in Schottland Aberdeenshire für Generationen blieb.
Eine weitere religiöse Krise gab es 1638, als die Obrigkeit Subskription zum National Covenant („Solemn League and Covenant“) forderte. Aberdeenshire beantwortete die Aufforderung derart, dass James Graham, 1. Marquess of Montrose die Grafschaft im folgenden Jahr aufsuchte, um die Anerkennung einzufordern. Die Ritterschaft, nicht willens, dem nachzugeben, trieb eine von den Covenantern aufgestellte Armee in dem Treffen, das „Trot of Turriff“ genannt wird (1639), auseinander, und vergoss damit das erste Blut des Bürgerkriegs. Die Covenanter gewannen aber einige Wochen später die Oberhand, als Montrose an der Dee-Brücke erschien und die Unterwerfung Aberdeens erzwang, das keine Wahl hatte und sich in sein Los fügen musste.
Montrose jedoch wechselte bald die Seiten und lieferte die Stadt, nachdem er die Covenanter unter Lord Balfour of Burleigh 1644 geschlagen hatte, der Plünderung aus. Er bezwang die Covenanter erneut in einem unnachgiebigen Kampf am 2. Juli 1645 in Alford. Der Frieden wurde durch das Eingreifen schottischer Bevollmächtigter im Auftrag König Karls I. wiederhergestellt.
Aberdeen begrüßte Karl II. bei seiner Rückkehr aus den Niederlanden 1650, aber wenig mehr als ein Jahr später betrat General George Monck an der Spitze eines von Cromwells Regimentern die Stadt. Die englische Garnison blieb bis 1659, aber im Folgejahr schloss sich Aberdeen überschwänglich der Restauration an. Die meisten Presbyterianer passten sich an, während die Quäker („Religious Society of Friends“), die in der Grafschaft und im benachbarten County Kincardine zahlreicher waren als sonst in Schottland, systematische Verfolgung zu erdulden hatten.
Nach der Glorreichen Revolution 1688 bewölkte sich der Himmel für die bischöfliche Kirche, aber der Klerus, der force majeure weichend, akzeptierte allmählich das Unvermeidbare in der Hoffnung, solange Anne lebte, dass sie wieder die offizielle Form des Kirchenregiments werden würde. Ihr Tod zerstörte diese Träume, und da Georg I., ihrem Nachfolger, der Klerus zuwider war, wurden die Jakobiten und Episkopalismus in der Grafschaft als gleich betrachtet, obwohl tatsächlich die Eidverweigerer als Gemeinschaft die Rebellion nicht unterstützt hatten.
Der Earl of Mar erhob sich am 6. September 1715 in Braemar; 14 Tage später wurde James Francis Edward Stuart in Aberdeen proklamiert; der Thronbewerber („Pretender“) landete in Peterhead am 22. Dezember, aber im Februar 1716 war er wieder zurück in Frankreich. Der Zusammenbruch dieser ersten Erhebung ruinierte viele der Gutsherren, und als die zweite Rebellion dreißig Jahre später begann, bleibt das County im Wesentlichen teilnahmslos, obwohl die Aufständischen Aberdeen fünf Monate lang in der Hand hatten, und Lord Lewis Gordon am 23. Dezember 1745 bei Inverurie einen unbedeutenden Sieg über den Prinzen Charles Edward Stuart („Bonnie Prince Charlie“) errang. Wilhelm August, Herzog von Cumberland, befreite Aberdeen Ende Februar 1746, und im April war der „Young Pretender“ auf der Flucht.
Nach diesen Ereignissen konnten sich die Einwohner von Aberdeenshire wieder ihren eigentlichen Aufgaben widmen, Landwirtschaft, Handwerk und Handel, die sich – gemeinsam mit den Fortschritten in der Bildung – so bemerkenswert gut entwickelten, dass die Grafschaft zu einer der wohlhabendsten in ganz Schottland wurde.

## Orte
- Aberchirder, Aboyne, Alford, Arbuthnott, Auchenblae
- Ballater, Balmoral, Banchory, Banff, Braemar
- Clattering Bridge, Collieston, Craigievar, Crovie
- Daviot
- Echt, Ellon
- Fettercairn, Fraserburgh
- Gardenstown, Garlogie, Glencat, Gourdon
- Huntly
- Insch, Inverallochy, Inverbervie, Inverurie
- Johnshaven
- Kemnay, Kildrummy, Kincardine O’Neil, Kintore
- Laurencekirk, Logie Coldstone
- Macduff, Maud, Monymusk, Muchalls
- Newburgh
- Oldmeldrum
- Pennan, Peterhead, Portlethen, Portsoy
- Rosehearty
- St. Combs, St. Cyrus, Stonehaven, Strichen
- Tarland, Torphins, Turriff
- Westhill, Whitehills

## Sehenswürdigkeiten

### Burgen und Schlösser
- Abergeldie Castle
- Aboyne Castle
- Avochie Castle
- Balmoral Castle
- Benholm Castle
- Braemar Castle
- Castle Fraser
- Corgarff Castle
- Craigievar Castle
- Craigston Castle
- Crathes Castle
- Delgatie Castle
- Drum Castle
- Druminnor Castle
- Dunnideer, Hillfort und Burgruine
- Dunnottar Castle
- Ellon Castle
- Findlater Castle
- Fyvie Castle
- Huntly Castle
- Inverallochy Castle
- Kildrummy Castle
- Knock Castle
- Knockhall Castle
- Muchalls Castle
- New Slains Castle
- Old Sains Castle
- Pitsligo Castle
- Pittulie Castle
- Tolquhon Castle

### Weitere Sehenswürdigkeiten
- Arbuthnott House
- Bullers of Buchan
- Cairngorms National Park
- Fasque House
- Garlogie Village Hall
- Haddo House
- Kemnay House
- Kinnaird Head Lighthouse
- Longhaven Cliffs Nature Reserve
- Monymusk Parish Church
- Peterhead Old Parish Church
- Scotland’s Lighthouse Museum
- St. Drostan's Well
- St. James the Great Episcopal Church
- Steinkreise (Cullerlie, Easter Aquhorthies, Loanhead of Daviot, Midmar, Nine Stanes, Strichen und Sunhoney etc.)
- die Siedlung New and Old Kinord und der Tullos Hill
- siehe auch Liste der Kategorie-A-Bauwerke in Aberdeenshire

## Politik
Aberdeenshire ist in 19 Wahlbezirke (wards) aufgeteilt, in denen jeweils drei oder vier Sitze vergeben werden. Der Rat von Aberdeenshire umfasst 70 Sitze, die sich nach den Kommunalwahlen 2017 wie folgt auf die Parteien verteilen:
| Partei                  | Sitze | +/− zu 2011 |
| ----------------------- | ----- | ----------- |
| Scottish Conservatives  | 23    | +9          |
| Scottish National Party | 21    | −7          |
| Liberal Democrats       | 14    | +2          |
| Unabhängig              | 10    | −1          |
| Labour                  | 1     | −1          |
| Scottish Greens         | 1     | ±0          |